# Francesco Camusso

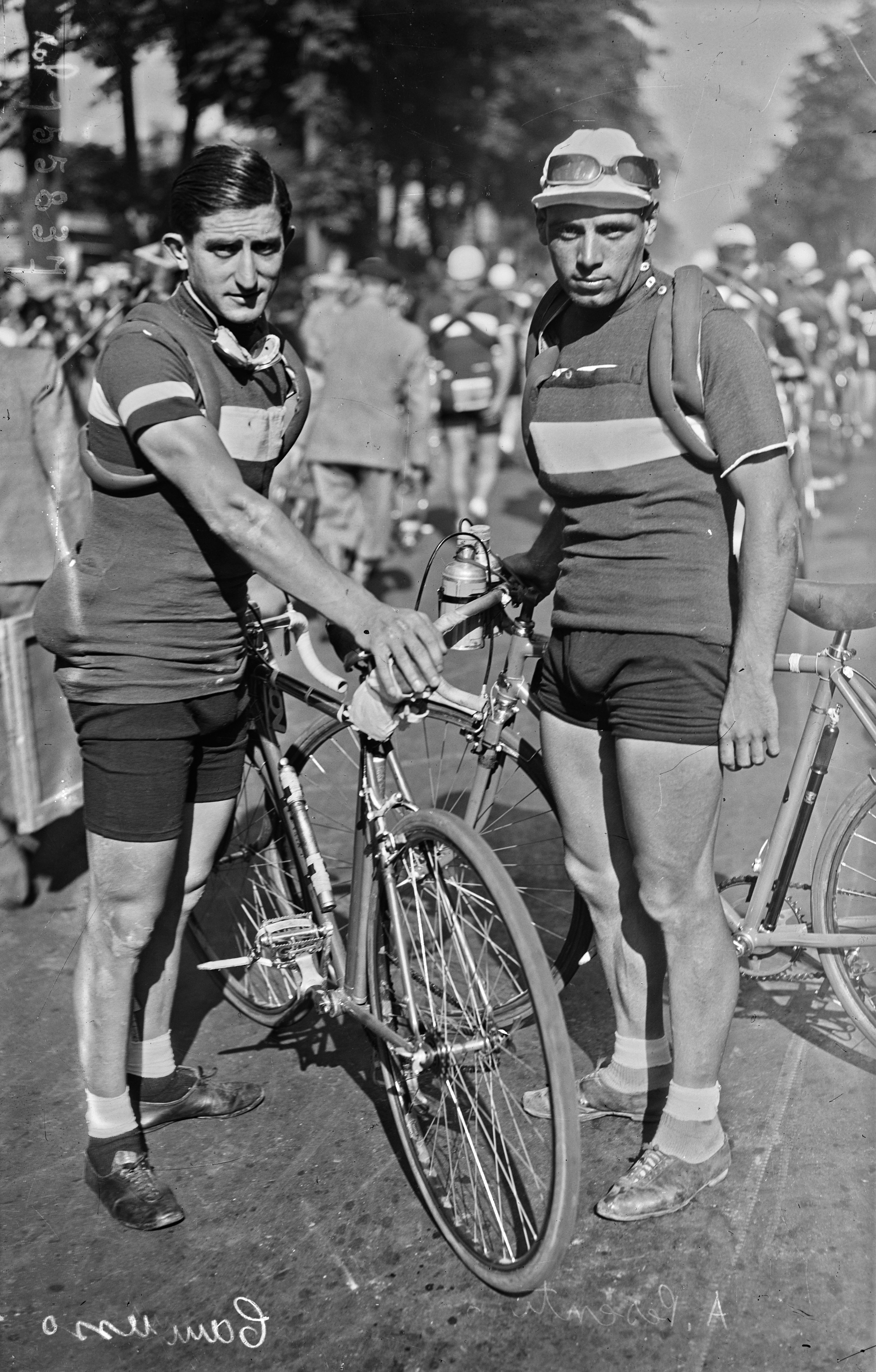
Camusso (l.) 1931 zusammen mit Antonio Pesenti

Francesco Camusso, auch Camoscio di Cumiana genannt, (* 9. März 1908 in Burdini di Cumiana; † 23. Juni 1995 in Turin) war ein italienischer Radrennfahrer.
Seine größten Erfolge waren der Gewinn der Gesamtwertung des Giro d’Italia 1931 und der dritte bzw. vierte Platz bei der Tour de France 1932 bzw. 1937. Francesco Camusso beendete 1938 seine Karriere.

## Palmares
1931
- 11. Etappe Giro d’Italia
- Gesamtsieger Giro d’Italia

1932
- 1. Etappe Tour de France

1933
- 6. Etappe Paris–Nizza

1934
- 2. Etappe Tour de Suisse

1935
- 7. Etappe Tour de France

1937
- 13. Etappe A Tour de France

1938
- Nizza–Mont Agel

## Tourteilnahmen
- 1932 – Dritter
- 1933 – aufgegeben
- 1935 – aufgegeben
- 1937 – Vierter

## Mannschaften
- 1929–1934 Gloria
- 1935–1936 Legnano
- 1937 – Il Bertoldo
- 1938 – Gloria